# László Tóth
László Tóth (Pilisvörösvár, 1º luglio 1938 – Strathfield, 11 settembre 2012) è stato un operaio ungherese naturalizzato australiano, divenuto noto per aver vandalizzato la Pietà di Michelangelo, nella basilica di San Pietro il 21 maggio 1972.

## Biografia
Nato in Ungheria, a Pilisvörösvár, in una famiglia cattolica, si trasferì in Australia nel 1965, divenendo cittadino australiano, e visse nella città di Sydney. Benché fosse in possesso di un titolo di studio in geologia, questo non venne riconosciuto in Australia, e dovette lavorare in altri campi, trovando impiego in fabbrica. In Australia risultava residente a Sydney in 13 Ashcroft Avenue, Casula. Poco si conosce della sua vita prima del fatto che lo rese famoso. 
Il 22 luglio 1971 giunse in Italia, a Roma, dove trovò dapprima alloggio all'Ostello della gioventù nel Foro Italico e poi nel quartiere Gianicolense, presso il dormitorio delle suore spagnole. Durante l'estate 1971 si presentò a San Pietro, nella Città del Vaticano, chiedendo insistentemente e a gran voce di vedere l'allora Papa Paolo VI, affermando di essere Gesù Cristo in persona: avendo dato in escandescenze, fu bloccato dalle forze di sicurezza vaticane, che lo affidarono a quelle italiane affinché lo rimpatriassero in Australia; fu altresì schedato quale "persona indesiderabile". Secondo l'articolo pubblicato da L'Unità, invece, Tóth non tornò in patria e rimase in Italia per 10 mesi prima di compiere l'atto vandalico.

### L'atto vandalico
László Tóth entrò nella basilica di San Pietro nella mattinata del 21 maggio 1972 e verso le ore 11.30 scavalcò la balaustra che separava la folla di visitatori dalla scultura della Pietà. Era vestito con una pesante giacca blu, tipo impermeabile, e una camicia rossa; alto e slanciato, portava i capelli lunghi e aveva una corta barbetta bionda. Toltosi la giacca per essere più libero nei movimenti, con un martello da geologo colpì dapprima il capo della Madonna e poi, più volte, il volto e le braccia, lasciando però integra la figura del Cristo. Nel far questo, gridò, in lingua italiana: «Cristo è risorto! Io sono il Cristo!».
Tóth venne poi fermato da un ventenne allievo vigile del fuoco, Marco Andrea Ottaggio, genovese, e portato via con l'ausilio dei sorveglianti, sottratto all'ira della folla che intendeva percuoterlo. Interrogato in seguito, benché durante il vandalismo avesse proclamato frasi in italiano, dichiarò di non comprendere le domande che gli venivano rivolte, sostenendo di saper parlare solo l'inglese. Secondo altre fonti, invece, ripeté frasi sconnesse per tutti gli interrogatori, permanendo nella sua convinzione di essere Gesù Cristo; avrebbe affermato, tra l'altro: «Che ci sta a fare questa statua qui? Cristo sono io e sono vivo, sono il Cristo reincarnato, distruggete tutti i suoi simulacri». L'attivista Mario Appignani, nel suo libro Un ragazzo all'inferno, riferì di aver trascorso qualche giorno in cella insieme a Tóth al carcere di Regina Coeli e di aver conversato con lui riguardo al suo gesto. L'ungherese lo avrebbe giustificato come atto di protesta, in quanto convinto che «non si debbono adorare le statue», e Appignani lo descrisse come:
Nonostante l'atto, Tóth non fu incriminato: dal carcere fu tradotto in un manicomio italiano, dove rimase per due anni. Successivamente venne rimpatriato in Australia. Dei suoi anni successivi non si hanno notizie certe, sebbene alcune fonti affermino che Tóth venne spostato dalla sua residenza di Willetton, Australia Occidentale, per trascorrere gli ultimi anni della sua vita in una casa di riposo a Strathfield, nel Nuovo Galles del Sud, dove morì l'11 settembre 2012. Oggi riposa nel Cimitero di Fremantle, nell'Australia Occidentale.  
Dopo l'atto vandalico, la Pietà fu prontamente restaurata sotto la supervisione dei gabinetti Ricerche scientifiche dei Musei Vaticani; una volta ricollocata, l'intero altare che la custodisce fu chiuso da una vetrata antiproiettile.